# Хюльст, Хермен
Хермен Хюльст (нидерл. Hermen Hulst;  род. 10 марта 1971, Амстердам, Нидерланды) — генеральный директор SIE Studio Business Group, президент PlayStation Studios, бывший управляющий директор Guerrilla Games, а также исполнительный продюсер PlayStation Productions. Во время своей работы в Guerrilla Хюльст играл ключевую роль в разработке серии Killzone и поддержал переход студии к Horizon Zero Dawn. Под руководством Хюльста студия также сотрудничала с Kojima Productions в разработке игры Death Stranding.

## Биография
Хюльст вырос в Нидерландах, в консервативной части страны, которую сам Хюльст сравнивал с Библейским поясом в США. По воспоминаниям Хюльста, он впервые познакомился с видеоиграми в возрасте девяти или десяти лет в магазине игрушек, принадлежавшим матери Хюльста — там находилась игровая приставка Vectrex со встроенной игрой MineStorm. Хюльст днём смотрел, как на ней играют игроки постарше, а по вечерам после ужина прокрадывался в магазин, чтобы поиграть самому. Он получил образование в области машиностроения и делового администрирования в университете Твенте в Энсхеде и также ещё одно философское в Амстердамском университете. Во время учёбы он поехал по программе обмена в Калифорнию, где познакомился с людьми из Ubisoft и сам в итоге пошёл на стажировку в офис Ubisoft в Сосалито — в этой роли он занимался исследованиями, связанными с играми, в том числе опросами игроков. Он также принимал участие в маркетинговой деятельности — помогал составить план маркетинга игры Rayman в Северной Америке. После этого он был консультантом в области стратегического маркетинга Philips Electronics. Прежде чем вернуться в игровую индустрию он работал консультантом по вопросам управления в Andersen Consulting.
В 2000 году стал соучредителем компании Lost Boys Games (позже Guerrilla Games). В 2001 становится управляющим директором студии.
В 2019 году Хюльст сменил Сюхэя Ёсиду на посту президента SIE Worldwide Studios (ныне PlayStation Studios).

## Работы

### Игры
| Год  | Название                       | Роль                 |
| ---- | ------------------------------ | -------------------- |
| 2004 | Killzone                       | управляющий директор |
| 2004 | Shellshock: Nam '67            | управляющий директор |
| 2006 | Killzone: Liberation           | управляющий директор |
| 2009 | Killzone 2                     | управляющий директор |
| 2011 | Killzone 3                     | управляющий директор |
| 2013 | Killzone: Shadow Fall          | управляющий директор |
| 2013 | Killzone: Mercenary            | управляющий директор |
| 2016 | RIGS: Mechanized Combat League | управляющий директор |
| 2017 | Horizon Zero Dawn              | управляющий директор |
| 2019 | Blood & Truth                  | управляющий директор |
| 2019 | Death Stranding                | управляющий директор |

Актёрские роли
| Год  | Название        | Роль            |
| ---- | --------------- | --------------- |
| 2019 | Death Stranding | Мастер (модель) |

### Кино и телевидение
| Год    | Название           | Роль                    |
| ------ | ------------------ | ----------------------- |
| с 2023 | Скрежет металла    | исполнительный продюсер |
| 2023   | Гран Туризмо       | исполнительный продюсер |
| 2025   | Дожить до рассвета | исполнительный продюсер |